# أنا أعرف ؟
" أنا أعرف  " هي أغنية لمغني الراب الأمريكي والمغني ترافيس سكوت . تم انتاجها في الأصل في 28 يوليو 2023، كأغنية من ألبومه الرابع ، وتم إرسالها إلى راديو البوب الأمريكي باعتبارها الأغنية المنفردة الرابعة في 26 سبتمبر.  مع موسيقى بيانو مثيرة للأعصاب، تم كتابة الأغنية بواسطة سكوت نفسه، وأوز ، وكولمان، وبادي روس ، وكوبي هود، وتيرانس جورج، وأنتجها الأربعة السابقون. 